# قانون نورمان

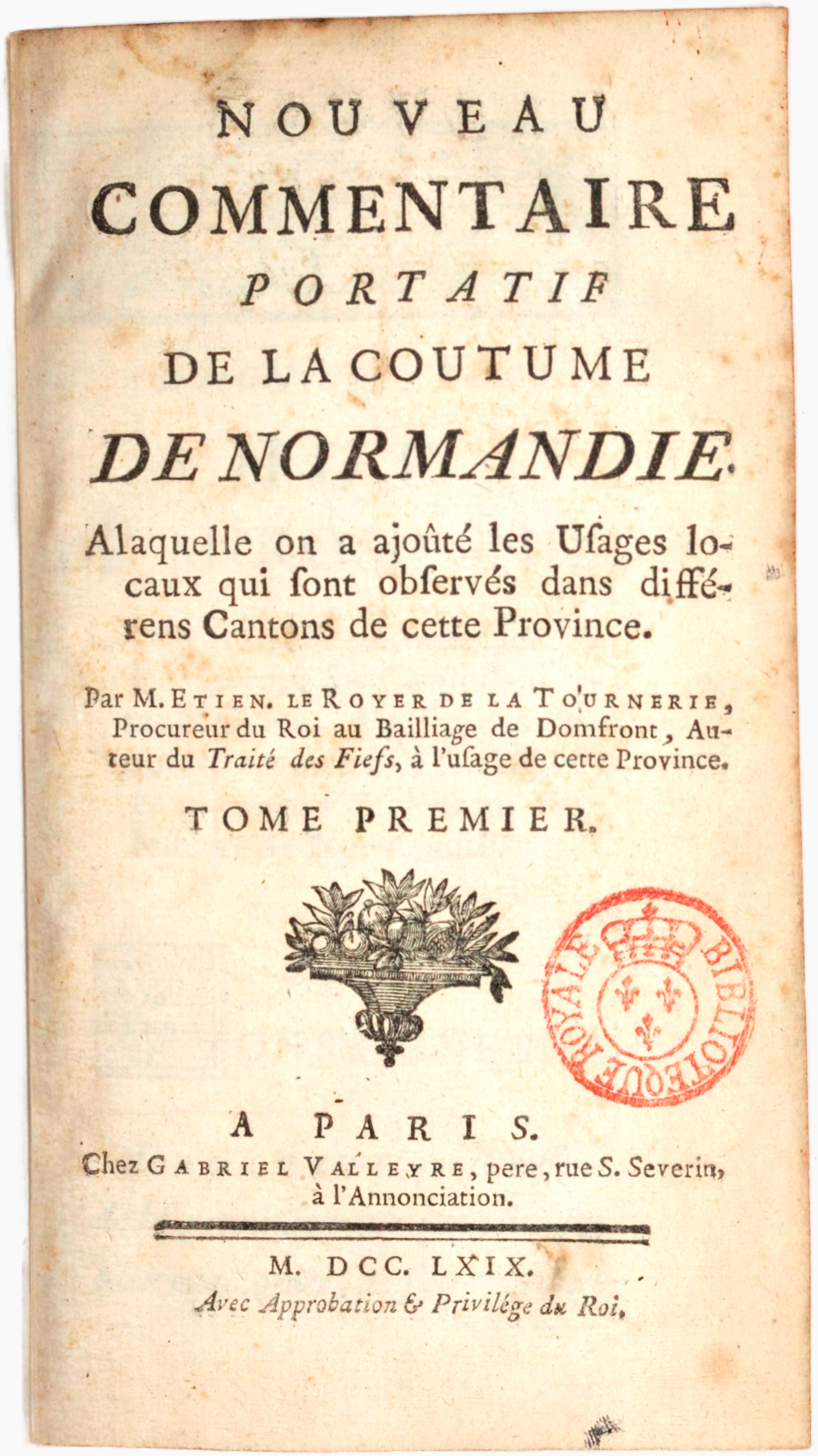
تعليق مخصص نورماندي

يشير القانون النورماندي إلى القانون العرفي لدوقية نورماندي الذي تطور بين القرنين العاشر والثالث عشر والذي لا يزال قائماً حتى اليوم في الأنظمة القانونية في جيرسي وجزر القنال الأخرى. نشأت من اختلاط عادات الفرنجة وعادات الفايكنج بعد إنشاء نورماندي كمستعمرة نرويجية تحت الحكم الفرنسي في عام 911.

## الآثار القانونية
هناك آثار للقانون الاسكندنافي في القوانين العرفية لنورماندي. يشير ميثاق عام 1050 ، الذي يسرد عدة دعاوى أمام الدوق ويليام الثاني، إلى عقوبة النفي باسم أولاك ullac (من اللغة الإسكندنافية القديمة útlagr). كانت الكلمة لا تزال سارية في القرن الثاني عشر، عندما تم استخدامها في رومان دي رو. تم الاعتراف بالزواج أكثر danico («بالطريقة الدنماركية»)، أي بدون أي مراسم كنسية وفقًا للعادات الإسكندنافية القديمة، على أنه قانوني في نورماندي وفي الكنيسة النورماندية. مارسها الدوقات الثلاثة الأوائل لنورماندي.
يظهر التأثير الاسكندنافي بشكل خاص في القوانين المتعلقة بالمياه. امتلك الدوق droit de varech (من Old Danish vrek)، وهو الحق في جمع حطام السفن. كما كان يحتكر الحيتان وسمك الحفش. كان هناك احتكار مماثل يخص الملك الدنماركي في القانون الجوتلاندي لعام 1241. المصطلحات اللاتينية النورماندية لصائدي الحيتان (valmanni ، من hvalmenn) ومحطة صيد الحيتان (valseta ، من hvalmannasetr) كلاهما مشتق من اللغة الإسكندنافية القديمة. وبالمثل، يبدو أن صيد الأسماك قد خضع للقواعد الاسكندنافية. يستخدم ميثاق 1030 مصطلح fisigardum (من اللغة الإسكندنافية القديمة fiskigarðr) لـ «مصايد الأسماك»، وهو مصطلح موجود أيضًا في قانون Scanian لعام 1210.

## كتابة القانون
كتب القانون العرفي النورماندي لأول مرة في عرفيين باللاتينية من قبل قاضيين لاستخدامهما من قبلهما وزملاؤهما وتم وضعهم في كتاب عادات نورماندي Très ancien coutumier (عرفي قديم جدًا) تم تأليفه بين 1200 و1245 ؛ وكتاب العرفي الكبير في نورماندي Grand coutumier de Normandie (العادات العظيمة لنورماندي، أصلاً Summa de legibus Normanniae in curia laïcali) تم تأليفها بين عامي 1235 و1245.
ظلت جزر القنال جزءًا من دوقية نورماندي حتى عام 1204 عندما غزا الملك فيليب الثاني أوغسطس ملك فرنسا الدوقية من الملك جون ملك إنجلترا. ظلت الجزر ملكًا شخصيًا لملك إنجلترا ووصفت بأنها من خصوصيات التاج واحتفظوا بالقانون العرفي النورماندي وطوروه بالتوازي مع نورماندي القاري وفرنسا، وإن كان ذلك مع تطورات مختلفة.